# Než nás probudí lidský hlas
Než nás probudí lidský hlas (v anglickém originále Till Human Voices Wake Us) je australský dramatický film z roku 2002. Režisérem filmu je Michael Petroni. Hlavní role ve filmu ztvárnili Guy Pearce, Helena Bonham Carter, Frank Gallacher, Lindley Joyner a Brooke Harmon. 

## Obsazení
| Guy Pearce           | Sam Franks       |
| Helena Bonham Carter | Ruby             |
| Frank Gallacher      | Maurie Lewis     |
| Lindley Joyner       | mladý Sam Franks |
| Brooke Harmon        | Silvy Lewis      |
| Peter Curtin         | David Franks     |
| Margot Knight        | Dorothy Lewis    |
| Anthony Martin       | Russ             |